# Elbepokal (Bergrennen)
Das Rennen um den Elbepokal war ein Bergrennen von Ploskovice nach Horní Řepčice bei Litoměřice (Leitmeritz) in Nordböhmen. Es wurde in den Jahren 1926, 1927, 1931 und 1932 ausgetragen. Am 13. September 1931 siegte Heinrich-Joachim von Morgen, am 11. September 1932 Paul Pietsch – beide auf demselben Bugatti Type 35B 4948, den Pietsch inzwischen von Morgen abgekauft hatte.